# SN 1970O
SN 1970O – supernowa odkryta 2 lutego 1970 roku w galaktyce A122618+2745. W momencie odkrycia miała maksymalną jasność 13,70m.